# Harivesandra, Gubbi
Harivesandra là một làng thuộc tehsil Gubbi, huyện Tumkur, bang Karnataka, Ấn Độ.